# Sphinx mordecai
Sphinx mordecai är en fjärilsart som beskrevs av Mcdunnough 1923. Sphinx mordecai ingår i släktet Sphinx och familjen svärmare. Inga underarter finns listade i Catalogue of Life.